# Philippe Rahmy
Œuvres principales
- Béton armé, Éditions de La Table Ronde, 2013, rééd. Gallimard, 2015
- Mouvement par la fin, Un portrait de la douleur, Cheyne éditeur, 2005

Philippe Rahmy est un poète et écrivain né à Genève le 5 juin 1965 et mort le 1er octobre 2017 à Lausanne.

## Biographie
Études classiques à l'Institut Florimont de Genève, régulièrement interrompues par une santé fragile, durant lesquelles Philippe Rahmy découvre la poésie et son propre besoin d'écrire. Il poursuit ensuite un cursus double, entre égyptologie à l'École du Louvre et médecine à la faculté de Genève. Son état de santé se détériorant, il est contraint d'abandonner ces formations. Il entame alors des études de philologie, conclues par un master en littérature et philosophie à l'université de Lausanne.
Membre de la rédaction du site de création et de critique littéraires Remue.net, ses textes sont publiés en France, Suisse, USA, Italie, Chine.
Dans son travail poétique, Philippe Rahmy interroge la matérialité du langage, ainsi que le lien trivial, mais nécessaire, qui attache le corps humain, la chair silencieuse, à la parole. Sa poésie, aux prises avec la prose, s’affirme comme recherche et comme expérience des limites de la formulation, comme mise en question des distorsions de sens entre lyrisme et réalité. Témoignage sans concession à la psychologie, elle est selon Jacques Dupin « un constat transcrit jour après jour de ce que le corps et l’esprit endurent dans l’épreuve ». 
Outre son questionnement du langage, Philippe Rahmy explore le monde (Asie, Afrique, Amérique du Nord, Proche-Orient), traduisant cette mobilité par le roman, le récit de voyage, la critique littéraire. Il développe également un projet de longue haleine portant sur les villes abandonnées. La Ville abandonnée est un projet d’écriture collaborative. Hébergé sur D-FICTION, il trouvera, à terme, sa plateforme dédiée, un site internet ouvert, associant toute une gamme d’outils de géolocalisation, d’exploration virtuelle du paysage, de création artistique et de communication. Initialement littéraire, ce projet interdisciplinaire accueillera, dans un second temps, les arts visuels, la musique, les arts de la scène et de la rue ainsi que les productions du monde académique.
Parallèlement à l'écriture, il réalise des vidéolivres (vidéo poésie). Il est aussi parolier du groupe rock « I need my Gasoline ». 
Atteint d'ostéogenèse imparfaite (maladie des os de verre), il est engagé dans différentes associations du handicap promouvant l’autonomie des personnes handicapées, ainsi que l’accessibilité des bâtiments et des transports publics, principalement en Suisse et en France. Son voyage en Chine a initié une collaboration artistique (The Glory of the Body, photographies/texte) avec « China Dolls », une association privée et indépendante de défense des droits des personnes handicapées, basée à Beijing.
Le Grand prix C. F. Ramuz 2020 est décerné, à titre posthume, au poète et romancier Philippe Rahmy (1965-2017) pour l’ensemble de son œuvre,,,. En 2023, paraît un recueil de textes de voyage inédits (Où je me rêve, préfacé par Denis Lavant) et un premier essai biographique, Philippe Rahmy, le voyageur de cristal (par Lou Lepori).

## Œuvres
- 2005 : Mouvement par la fin, Un portrait de la douleur, Cheyne éditeur, 2005 (postface Jacques Dupin, prix des Charmettes/Jean-Jacques Rousseau 2006)
- 2007 : Demeure le corps, Chant d’exécration, Cheyne éditeur, 2007
- 2008 : SMS de la cloison, publie.net, 2008
- 2008 : Architecture nuit, texte expérimental, publie.net, 2008
- 2009 : Cellules souches, avec Stéphane Dussel, Mots tessons, 2009
- 2009 : Movimento dalla fine, a cura di Monica Pavani, Mobydick, 2009
- 2013 : Béton armé - Shanghai au corps à corps, Éditions de La Table Ronde, préface Jean-Christophe Rufin de l'Académie française, septembre 2013 (Mention spéciale du Prix Wepler-Fondation La Poste 2013[14] / Meilleur récit de voyage, Sélection Lire 2013 / prix Pittard de l'Andelyn 2014/ Prix Michel-Dentan 2014
- 2013 : Corps au miroir, avec Sabine Oppliger, Encre et lumière, 2013
- 2014 : Loop Road, nerval.fr, mars 2014
- 2015 : Béton armé, Collection Folio (n° 5946), Gallimard, 2015,
- 2016 : Allegra, Éditions de La Table Ronde, coll. Vermillon, Paris, 2016, Prix Rambert 2016
- 2017 : Propositions démocratiques, Éditions d'en-bas, Lausanne, 2017  (ISBN 978-2-8290-0565-7)
- 2017 : Monarques, Éditions de La Table Ronde, coll. Vermillon, Paris, 2017
- 2018 : Pardon pour l'Amérique, Éditions de La Table Ronde, Paris, 2018
- 2023 : Où je me rêve, Éditions d'en-bas, Lausanne, 2023  (ISBN 9782829006678)

## Prix / Bourses
- 2006 : Prix des Charmettes/Jean-Jacques Rousseau
- 2010 : Finaliste Prix FEMS pour la littérature
- 2010 : Lauréat de la bourse d'écriture Pro Helvetia[15]
- 2011 : Writer-in-residence, Shanghai Writers Association[16]
- 2013 : Meilleur récit de voyage - Sélection Lire[17]
- 2013 : Prix Wepler Fondation La Poste 2013 Mention spéciale du jury[18]
- 2014 : Prix Michel-Dentan
- 2014 : Prix Pittard de l'Andelyn
- 2015 : Writer-in-residence, Château de Lavigny[19]
- 2016 : Prix Eugène-Rambert pour Allegra (Éditions La Table Ronde, 2016)
- 2016 : Writer-in-residence, Buenos Aires, Escuela de Otoño de Traducción Literaria en Lenguas Vivas[20]
- 2017 : Writer-in-residence, Fondation Jan Michalski pour l'écriture et la littérature, Montricher, Suisse [21]
- 2017 : Prix suisse de littérature pour Allegra (Éditions La Table Ronde, 2016)
- 2020 : Grand prix C.F. Ramuz pour l'ensemble de l'œuvre